# Smyrna, Delaware
Smyrna är en kommun dels i Kent County, dels i New Castle County, i den amerikanska delstaten Delaware med 10 023 invånare (2010).

## Kända personer från Smyrna
- John Bassett Moore, jurist
- Louis McLane, politiker
- Robert J. Reynolds, politiker